# Керк, Джон (исследователь)
Джон Керк англ. Sir John Kirk (19 декабря 1832 — 15 января 1922) — шотландский натуралист и исследователь, британский наместник Занзибара.

## Биография
Родился в поселке Барри, Ангус, Шотландия. Получил образование врача в Эдинбургском университете.
Находился на службе волонтером в составе гражданского медицинского персонала в Крымской войне.
Участвует в Замбезийской экспедиции Ливингстона 1858—1864. О Ливингстоне он написал в дневнике 1862 года «Я не могу прийти к другому выводу кроме того, что доктор Ливингстон выжил из ума и является наиболее опасным руководителем»
После смерти Ливингстона продолжил дело прекращения региональной работорговли. Вел длительные переговоры с султаном Занзибара, пока тот не запретил работорговлю в 1873 году. В 1886 стал британским консулом на Занзибаре.

## Работы

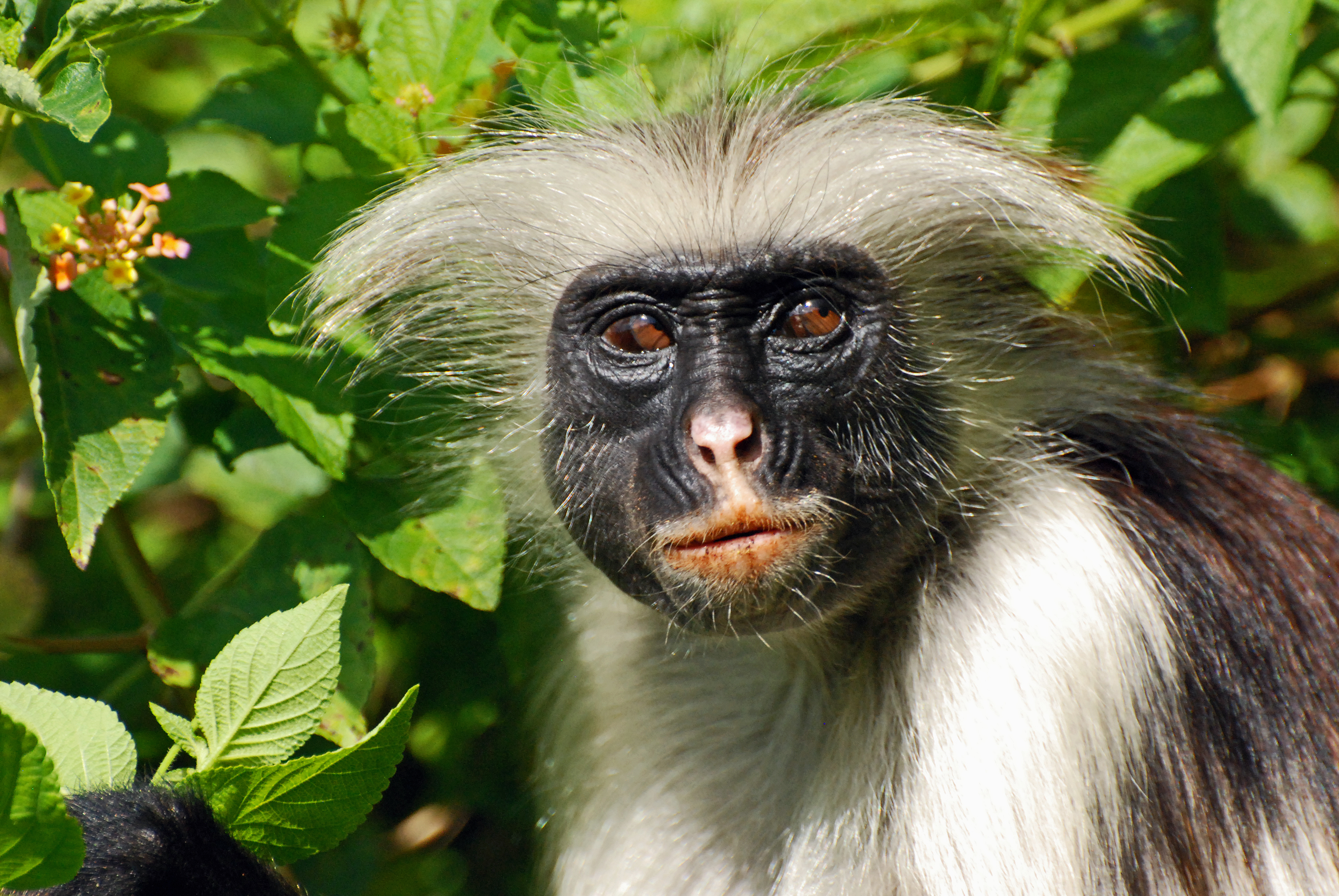
Проколобус Керка был впервые описан Джоном Керком

- 'Account of the Zambezi District, in South Africa, with a Notice of Its Vegetable and Other Products', «Transactions of the Botanical Society» (1864), 8, 197—202….
- 'Ascent of the Rovuma', «Proceedings of the Royal Geographical Society of London» (1864—1865), 9, 284-8.
- 'Dimorphism in the Flowers of Monochoria Vaginalis', «Journal of the Linnean Society: Botany» (1865), 8, 147.
- 'Extracts of a Letter of Д Kirk to Alex Kirk, Esq., Relating to the Livingstone Expedition', «Report of the British Association for the Advancement of Science» (1859), 185-6.
- 'Hints to Travellers — Extracts from a Letter from John Kirk', «Journal of the Royal Geographical Society» (1864), 34, 290-2.
- 'Letter Dated 28 February Replying to Д Peters', «Proceedings of the Zoological Society of London» (1865), 227.
- 'Letter from Д John Kirk (of the Livingstone Expedition), A H. M Ship Pioneer, River Shire, East Africa, 14 Декабря 1861.' «Transactions of the Botanical Society» (1862), 7, 389-92.
- 'Letter from Д John Kirk, Physician and Naturalists to the Livingstone Expedition, Relative to the Country near Lake Shirwa, in Africa', «Transactions of the Botanical Society» (1859), 6, 317-21, plate VII.
- 'Letter from John Kirk to Professor Balfour', «Transactions of the Botanical Society» (1864), 8, 110-1.
- 'List of Mammalia Met with in Zambesia, Tropical East Africa', «Proceedings of the Zoological Society of London» (1864), 649-60.
- 'Notes on the Gradient of the Zambesi, on the Level of Lake Nyassa, on the Murchison-Рапидс, and on Lake Shirwa', «Journal of the Royal Geographical Society» (1865), 35, 167-9.
- 'Notes on Two Expeditions up the River Rovuma, East Africa', «Journal of the Royal Geographical Society» (1865), 35, 154-67.
- 'On a Few Fossil Bones from the Alluvial Strata of the Zambesi Delta', «Journal of the Royal Geographical Society» (1864), 34, 199—201.
- 'On a New Dye-Wood of the Genus Cudranea, from Tropical Africa', «Journal of the Linnean Society: Botany» (1867), 9, 229-30.
- 'On a New Genus of Liliaceæ from Tropical East Africa', «Transactions of the Linnean Society» (1864), 24, 497-9.
- 'On a New Harbour Opposite Zanzibar', «Proceedings of the Royal Geographical Society of London» (1866—1867), 11, 35-6.
- 'On Musa Livingstoniana, a New Banana from Tropical Africa', «Journal of the Linnean Society: Botany» (1867), 9, 128.
- 'On the "Tsetse Fly of Tropical Africa (Glossina Morsitans, Westwood).' «Journal of the Linnean Society: Zoology» (1865), 8, 149-56.
- 'On the Birds of the Zambezi Region of Eastern Tropical Africa', «Ibis» (1864), 6, 307-39.
- 'On the Palms of Tropical East Africa', «Journal of the Linnean Society»: Botany (1867), 9, 230-5.
- 'Report on the Natural Products and Capabilities of the Shire and Lower Zambesi Valleys', «Proceedings of the Royal Geographical Society of London» (1861—1862), 6, 25-32.
- 'Report by Sir John Kirk on the Disturbances at Brass' (Great Britain: Colonial Office, 1896)

## Фотография
Джон Керк был заядлым фотографом. Сохранились 250 фотографий, которые он сделал во время Крымской войны и в Замбезийской экспедиции Ливингстона 1858—1864.

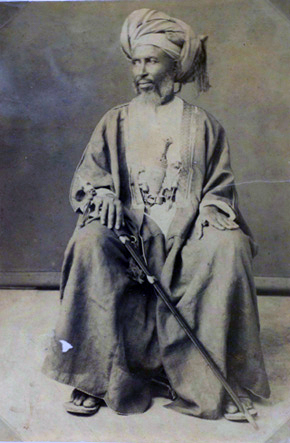
Портрет работорговца и охотника за слоновой костью
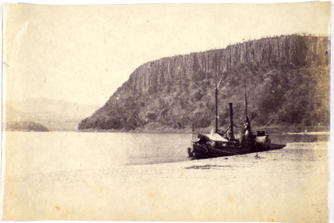
Корабль Замбезийской экспедиции
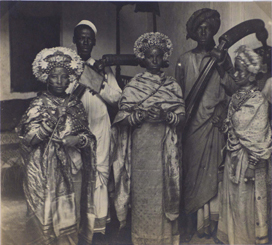
Женщины племени суахили

## Признание
Награжден золотой медалью Королевского географического общества.
В честь Керка названы растения и животные: Kirkia, Agama kirkii, Procolobus kirkii, Uapaca kirkiana.